# Miracle (bài hát của Whitney Houston)
Miracle là đĩa đơn thứ ba được phát hành từ album được chứng nhận 3 lần bạch kim của Whitney Houston - I'm Your Baby Tonight. Ca khúc được sáng tác và sản xuất bởi L.A Reid và Babyface. Đĩa đơn ra mắt đạt vị trí thứ 9 trên bảng xếp hạng Billboard Hot 100 (trở thành đĩa đơn thứ 13 của Whitney nằm trong top 10 hit), thứ 2 trên bảng xếp hạng Billboard Hot R&B Chart và thứ 4 trên bảng xếp hạng Billboard Adult Contemporary Chart..

## Bối cảnh
Trong cuộc phỏng vấn với tạp chí Jet vào ấn bản ngày 14 tháng 6 năm 1991, Whitney nói rằng cô không có ý định phát hành đĩa đơn chỉ có nội dung về phá thai: "Tôi nghĩ về bầu không khí chúng ta đang hít thở, nghĩ về trái đất - nơi mà con người chúng ta đang sống. Tôi suy nghĩ về trẻ thơ. Tôi nghĩ về rất nhiều thứ, Chúa đã cho chúng ta đến đây để có gì, những thứ chúng ta cần và những thứ chúng ta biến thành sự thật. Tôi nghĩ rằng tất cả những điều này đều là phép nhiệm màu và chúng ta nên quan tâm đến chúng nhiều hơn", cô nói.

## Tiếp nhận
Tác giả James Hunter của tạp chí Rolling Stone đã ca ngợi bản ballad này: "khi L.A và Babyface theo cô đến vùng đất ballad trong ca khúc đầy chán nản Miracle, tâm trạng của Houston đã chi phối ca khúc và nắm quyền chỉ huy thực sự". Tác giả Ashley S. Battel của Allmusic cho rằng ca khúc này chính là điểm nhấn của album và ca ngời phần lời bài hát là "những lời hát mạnh mẽ xung quanh một tình yêu bị đánh mất trong nhân cách của mỗi người trong "Miracle"". Trái ngược lại, tác giả David Browne của tờ Entertainment Weekly cho rằng giai điệu của ca khúc "rất mù mờ" và do đó ca khúc trở nên "không có giá trị".

## Diễn biến trên các bảng xếp hạng
Miracle xuất hiện trên bảng xếp hạng Billboard Hot 100 tại vị trí thứ 63 và nằm trên bảng xếp hạng 14 tuần. Còn tại Nhật Bản, đĩa đơn đạt vị trí thứ 18 và nằm trong bảng xếp hạng 12 tuần.
Sau khi Whitney qua đời ngày 11 tháng 2 năm 2012, ca khúc xuất hiện tại vị trí thứ 9 trên bảng xếp hạng Billboard Digital Gospel Songs.

## Video ca nhạc
Trong video, Houston xuất hiện một mình trong phòng thu không có ai. Khi cô cất lên câu hát đầu tiên của bài hát, hình ảnh đau buồn của những người phải đối mặt với án tù, những người sống trong nghèo đói và phá thai hiện ra. Trong phần thứ hai của bài hát, những hình ảnh dần dần thay đổi cho phù hợp với giai điệu nhẹ nhàng hơn: hình ảnh trẻ em lớn lên, chiến thắng trong một cuộc thi, tốt nghiệp trung học và sống một cuộc sống của chính các em khi các em đang là những người trẻ tuổi. Video kết thúc bằng những hình ảnh trẻ em đang mỉm cười.
Chính vì nội dung của video này mà mọi người tin rằng ca khúc nói về một cô gái đã phá thai nhưng rồi hối hận vì hành động của mình. Tuy nhiên, sau này, Whitney đã phủ nhận điều này trong cuộc phỏng vấn với tạp chí Jet.

## Thứ tự bài hát và định dạng
| Đĩa đơn CD | Đĩa đơn CD                                   | Đĩa đơn CD |
| STT        | Nhan đề                                      | Thời lượng |
| ---------- | -------------------------------------------- | ---------- |
| 1.         | "Miracle" (Mặt A (7 inch 45 RPM))            | 5:43       |
| 2.         | "After We Make Love" (Mặt B (7 inch 45 RPM)) | 4:59       |

| Đĩa đơn CD (hiệu chỉnh cho radio) | Đĩa đơn CD (hiệu chỉnh cho radio) | Đĩa đơn CD (hiệu chỉnh cho radio) |
| STT                               | Nhan đề                           | Thời lượng                        |
| --------------------------------- | --------------------------------- | --------------------------------- |
| 1.                                | "Miracle"                         | 5:00                              |

## Vị trí trên các bảng xếp hạng

### Bảng xếp hạng tuần
| Bảng xếp hạng (1991)                     | Vị trí cao nhất |
| ---------------------------------------- | --------------- |
| Canada (RPM 100 Singles)                 | 17              |
| Hoa Kỳ Billboard Hot 100                 | 9               |
| Hoa Kỳ Adult Contemporary (Billboard)    | 4               |
| Hoa Kỳ Hot R&B/Hip-Hop Songs (Billboard) | 2               |
| Nhật Bản (Oricon)                        | 18              |
| Ba Lan                                   | 42              |
| Bảng xếp hạng (2012)                     | Vị trí cao nhất |
| Mĩ (Billboard Hot Radio Songs)           | 36              |
| Mĩ (Billboard Hot Digital Gospel Songs)  | 9               |

### Bảng xếp hạng cuối năm
| Bảng xếp hạng (1991)               | Vị trí |
| ---------------------------------- | ------ |
| Canadian Adult Contemporary Tracks | 11     |
| US Adult Contemporary Singles      | 33     |
| US R&B Singles                     | 24     |